# Franco Cavegn
Franco Cavegn (Vella, 6 gennaio 1971) è un ex sciatore alpino svizzero.

## Biografia
Velocista originario di Vella, Cavegn debuttò in campo internazionale ai Mondiali juniores di Madonna di Campiglio 1988 e ottenne il primo piazzamento in Coppa del Mondo il 14 dicembre 1991, giungendo 27º nella discesa libera vinta dal connazionale Franz Heinzer sul classico tracciato della Saslong in Val Gardena; ai XVII Giochi olimpici invernali di Lillehammer 1994, sua prima presenza olimpica, si classificò 23º nella discesa libera.
Debuttò ai Campionati mondiali a Sestriere 1997 dove, oltre alla discesa libera (6º), disputò anche il supergigante (17º); ai XVIII Giochi olimpici invernali di Nagano 1998 fu 14º nella discesa libera. Ottenne il primo podio in Coppa del Mondo il 27 gennaio 2001 sulle nevi di Garmisch-Partenkirchen, piazzandosi 3º in discesa libera alle spalle degli austriaci Fritz Strobl e Peter Rzehak, mentre ai successivi Mondiali di Sankt Anton am Arlberg 2001 si classificò 12º nella medesima specialità.
Ai XIX Giochi olimpici invernali di Salt Lake City 2002, suo congedo olimpico, fu 15º nella discesa libera e il 2 marzo dello stesso anno ottenne nella medesima specialità il secondo e ultimo podio in Coppa del Mondo, a Lillehmmer Kvitfjell, piazzandosi 3º nella gara vinta dall'austriaco Hannes Trinkl davanti al francese Claude Crétier. Ai suoi ultimi Mondiali, Sankt Moritz 2003, si classificò 25º nella discesa libera; si ritirò dalle competizioni l'11 dicembre 2004, al termine della discesa libera di Coppa del Mondo disputata a Val-d'Isère dove si classificò 43º.

## Palmarès

### Coppa del Mondo
- Miglior piazzamento in classifica generale: 19º nel 2003
- 2 podi (entrambi in discesa libera):
  - 2 terzi posti

### South American Cup
- 1 podio (dati dalla stagione 1994-1995):
  - 1 vittoria

#### South American Cup - vittorie
| Data           | Località | Paese | Specialità |
| -------------- | -------- | ----- | ---------- |
| 25 agosto 1995 | La Parva | Cile  | DH         |

Legenda:

DH = discesa libera

### Campionati svizzeri
- 2 medaglie (dati dal 1995)[1]:
  - 2 bronzi (discesa libera, supergigante nel 2001)